# ファイアフライ (ユーライア・ヒープのアルバム)
『ファイアフライ』（Firefly）は、イギリスのバンド、ユーライア・ヒープが1977年に発表した10作目のスタジオ・アルバム。

## 背景
ジョン・ウェットンの脱退と、オリジナル・ボーカリストであるデヴィッド・バイロンの解雇を経て、バンドは新たにジョン・ロートン（ボーカル）とトレヴァー・ボルダー（ベース、元スパイダーズ・フロム・マース）を迎えた。なお、ボルダーは後にウェットンの後任としてウィッシュボーン・アッシュのメンバーとなるが、1983年にはユーライア・ヒープに復帰し、2013年に死去するまで籍を置いた。また、1976年の夏にデイヴィッド・カヴァデール（元ディープ・パープル）がユーライア・ヒープのオーディションを受けたという説もあるが、カヴァデールは2008年のインタビューにおいて「実際のところ、あれはオーディションじゃない」「私はヒープとジャムを楽しんだだけさ。良い連中だったけど、私のキャリアを考えていたわけではない」と語っている。

## 反響・評価
母国イギリスではセールス的に成功を収められず、『対自核』（1971年）以降のスタジオ・アルバムとしては初めて全英アルバムチャート入りを逃す結果となった。一方、以前からユーライア・ヒープの人気が高かったノルウェーのアルバム・チャートでは、11週連続でトップ20入り（うち7週にわたりトップ10入り）し、最高6位を記録した。
Donald A. Guariscoはオールミュージックにおいて5点満点中3点を付け、ロートンのボーカルに関して「即座にユーライア・ヒープのサウンドと一体化し得る、印象的かつ情感豊かなハード・ロック・ボイス」、アルバム全体に関して「"Gypsy"や"July Morning"ほどの高みに達している大作はないが、『ハイ・アンド・マイティ』の評価を下げるに至った不首尾の実験が排されたのに加えて、タイトなソングライティングと見事な演奏に基づいた、良質な一貫性を誇っている」と評している。

## 収録曲
特記なき楽曲はケン・ヘンズレー作。
1. 絞首刑 - "The Hanging Tree" (Ken Hensley, Jack Williams) - 3:41
2. 逃避 - "Been Away Too Long" - 5:03
3. フー・ニーズ・ミー - "Who Needs Me" (Lee Kerslake) - 3:39
4. 賢者 - "Wise Man" - 4:40
5. ドゥ・ユー・ノウ - "Do You Know" - 3:15
6. ローリン・オン - "Rollin' On" - 6:22
7. 哀れみの涙 - "Sympathy" - 4:48
8. ファイアフライ - "Firefly" - 6:19

### 1997年リマスターCDボーナス・トラック
1. "Crime of Passion" - 3:38
2. "Do You Know (Previously Unreleased Alternate Version)" - 3:16
3. "A Far Better Way (Previously Unreleased Alternate Version)" - 5:50
4. "Wise Man (T.V. Backing Track, Previously Unreleased Version)" - 4:49

### 2004年リマスターCDボーナス・トラック
1. クライム・オブ・パッション（シングルB-Side） - "Crime of Passion" - 3:36
2. ファー・ベター・ウェイ（未発表アウトテイク） - "A Far Better Way (Demo Mix)" - 6:07
3. アイ・オールウェイズ・ニュー（未発表アウトテイク） - "I Always Knew" - 4:02
4. ダンス・ダンス・ダンス（未発表アウトテイク） - "Dance Dance Dance" - 3:43
5. 逃避（未発表オルタネイト・ヴァージョン） - "Been Away Too Long (Alternative Version)" - 5:00
6. ドゥ・ユー・ノウ（デモ・ミックス） - "Do You Know (Demo Mix)" - 3:13
7. フー・ニーズ・ミー（未発表オルタネイト・ライヴ・ヴァージョン） - "Who Needs Me (Alternative Live Version)" (L. Kerslake) - 9:48
8. 賢者（TVバッキング・トラック） - "Wise Man (T.V. Backing Track)" - 4:51

## カヴァー
- 哀れみの涙
  - ワザリング・ハイツ - アルバム『ソルト』（2010年）の日本盤ボーナス・トラックとして収録[11]。

## 参加ミュージシャン
- ジョン・ロートン - リード・ボーカル
- ケン・ヘンズレー - キーボード、ギター、ボーカル
- ミック・ボックス - ギター
- トレヴァー・ボルダー - ベース
- リー・カースレイク - ドラムス、ボーカル